# ISO 19123
ISO 19123 Geoinformation – Coverage Geometrie- und Funktionsschema ist eine Norm für Geoinformationen aus der Serie ISO 191xx. Sie liegt seit Juni 2007 auch als deutsche DIN EN ISO 19123 vor.
Die Norm behandelt die strukturellen und funktionellen Aspekte von Coverages (Bedeckungen). Beispiele für Coverages sind z. B. digitale Höhenmodelle oder Rasterbilder. ISO 19123 definiert ein begriffliches Schema für die räumlichen Merkmale von Coverages. Coverages bestehen aus einer Sammlung von Positionen, die in Bezug auf bis zu drei räumliche Dimensionen definiert sein können, und geben räumliche, zeitliche oder raumzeitliche Aussagen wieder. Sie können als Raster, unregelmäßige Netze, Punktdaten oder Polygondaten vorliegen.